# Yevgeny Dragunov
Yevgeny Fyodorovich Dragunov (em russo:  Евге́ний Фёдорович Драгуно́в; Ijevsk, 20 de fevereiro de 1920 – Ijevsk, 4 de agosto de 1991) foi um projetista de armas soviético, mais conhecido por desenvolver o rifle de precisão semi-automático Dragunov.

## Início da vida e educação
Nasceu em uma família de armeiros entusiastas, Dragunov trabalhava como maquinista de fábrica antes de iniciar o serviço militar no ano de 1939.

## Carreira
Após 1941, Dragunov atuou como armeiro sênior a serviço da União Soviética, sendo também responsável por capturar armas inimigas durante a guerra. Com o fim do conflito, em 1945, ele retornou a Izhevsk e passou a integrar o Arms Design Bureau, onde trabalhou como engenheiro de projetos, especialmente no desenvolvimento de rifles esportivos e civis ao longo da década de 1950. Um desses modelos, um rifle de biatlo, chegou a conquistar a medalha de ouro olímpica. Em 1959, Dragunov apresentou o projeto de um rifle de precisão militar — o SVD —, que foi adotado oficialmente pelo exército soviético em 1963 e mais tarde se tornaria conhecido mundialmente como o rifle Dragunov.

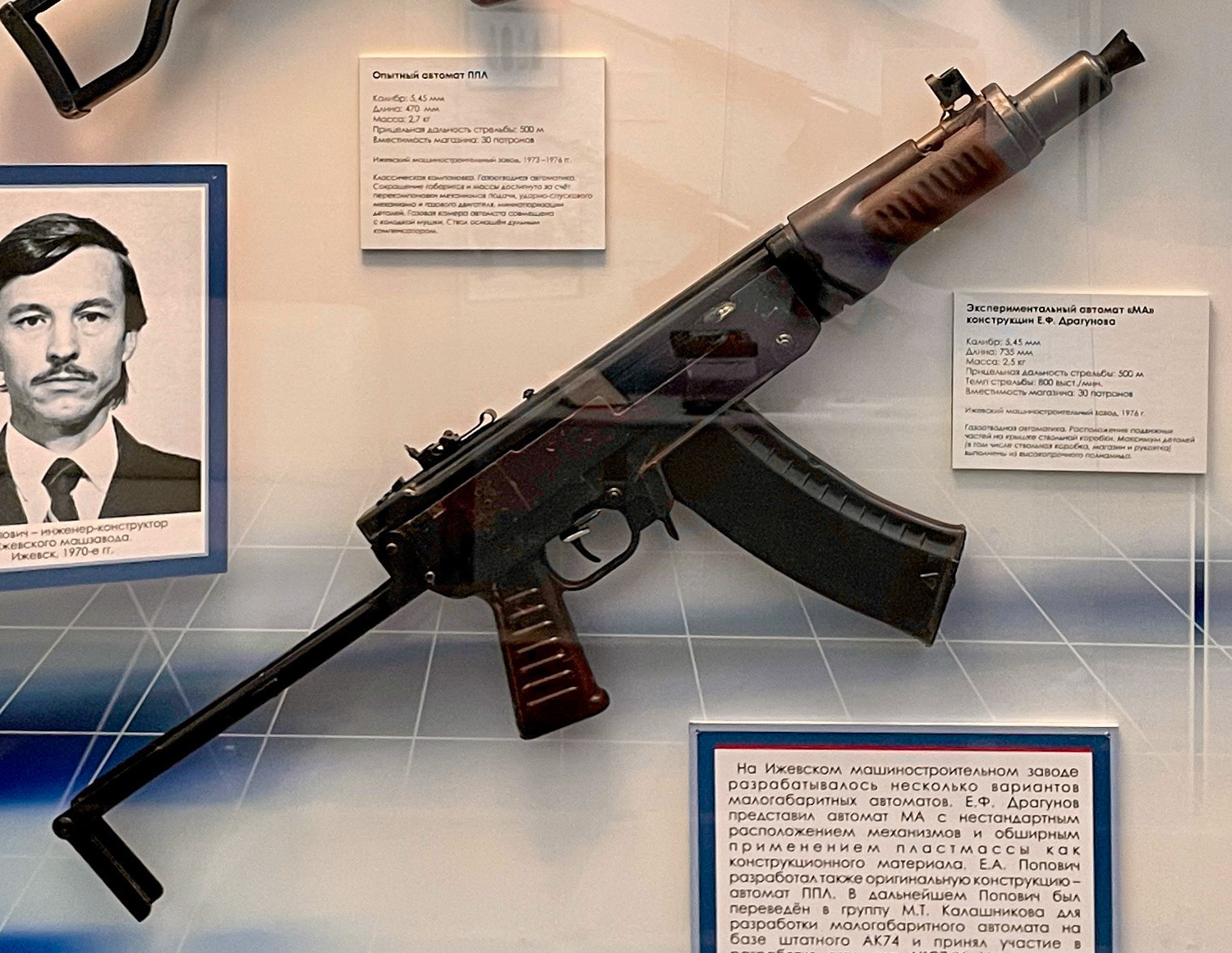
Dragunov MA

Dragunov também participou da competição que resultou na adoção do AKS-74U, apresentando um projeto operado a gás conhecido como MA (malokalibernii avtomat, ou "fuzil automático de pequeno calibre"). Embora o modelo de Dragunov tivesse um desempenho comparável ao de Kalashnikov, o projeto deste último acabou sendo favorecido por utilizar peças compatíveis com o rifle AK-74, que já estava em produção. As partes não metálicas do MA eram feitas de poliamida. O MA foi o último grande projeto desenvolvido por Dragunov. O mecanismo de gatilho do MA era bastante semelhante ao utilizado anteriormente em sua submetralhadora PP-71.

## Prêmios
- Ordem do Distintivo de Honra (1957)[2]
- Prêmio Lenin (1963)[2]
- Prêmio de Estado da Federação Russa (1992, postumamente)[2][5]

## Invenções
- TsV-50 ( ЦВ-50 ) - rifle de alv[2]
- MTsV-50 ( МЦВ-50 ) - rifle de alvo[2]
- TsV-55 "Zenith" ( ЦВ-55 "Зенит" ) - rifle alvo de 7,62 mm[2]
- MTsV-55 "Strela" ( МЦВ-55 "Стрела" ) - rifle alvo de 5,6 mm[2]
- MTsV-56 "Taiga"[6] - rifle de alvo leve de ferrolho de 5,6 mm (em 1959 foi premiado com a medalha de prata da exposição VDNKh)[7]
- SVD - rifle de precisão semiautomático de 7,62 mm[2]
- PP-71 - Submetralhadora de 9 mm[2][8]

## Links externos
- Главное впечатление – эффективность и функциональность